# Make a Move
Make a Move è il quinto album discografico in studio di Gavin DeGraw, pubblicato a ottobre 2013.

## Tracce
1. Best I Ever Had – 3:46
2. Make a Move – 3:17
3. Finest Hour – 3:32
4. I'm Gonna Try – 3:45
5. Who's Gonna Save Us – 3:14
6. Everything Will Change – 3:47
7. Need – 3:47
8. Heartbreak – 3:29
9. Every Little Bit – 3:36
10. Different for Girls – 3:40
11. Leading Man – 2:56

## Singoli
- Best I Ever Had (giugno 2013)
- Make a Move (novembre 2013)

## Classifiche
- Billboard 200 - #10[1]